# Regionalwahl in Venetien 1980
Die Regionalwahl in Venetien 1980 fand am 8. und 9. Juni statt.

## Wahlergebnis
| Listen            | Listen                                        | Stimmen   | %    | Mandate |
| ----------------- | --------------------------------------------- | --------- | ---- | ------- |
|                   | Democrazia Cristiana                          | 1.387.735 | 49,4 | 32      |
|                   | Partito Comunista Italiano                    | 611.059   | 21,8 | 13      |
|                   | Partito Socialista Italiano                   | 340.138   | 12,1 | 7       |
|                   | Partito Socialista Democratico Italiano       | 150.766   | 5,4  | 2       |
|                   | Movimento Sociale Italiano – Destra Nazionale | 101.879   | 3,6  | 2       |
|                   | Partito Liberale Italiano                     | 73.960    | 2,6  | 1       |
|                   | Partito Repubblicano Italiano                 | 73.196    | 2,6  | 1       |
|                   | Partito di Unità Proletaria per il Comunismo  | 29.975    | 1,1  | 1       |
|                   | Democrazia Proletaria                         | 26.920    | 1,0  | 1       |
|                   | Liga Veneta                                   | 13.236    | 0,5  | –       |
| Gesamt            | Gesamt                                        | 2.808.864 | 100  | 60      |
|                   |                                               |           |      |         |
| Ungültige Stimmen | Ungültige Stimmen                             | 184.915   | 6,2  |         |
| Wähler            | Wähler                                        | 2.993.779 | 91,9 |         |
| Wahlberechtigte   | Wahlberechtigte                               | 3.255.939 |      |         |